# Операція «Ламантин»
Операція «Ламантин» (фр. Opération Lamantin) — військова спецоперація, яка проводилася Францією з наміром підтримати дружній політичний режим Мавританії у боротьбі проти повстанців Полісаріо.

## Передумови
Мавританія, колишня французька колонія, вторглася в прилеглі до неї південні частини Західної Сахари у 1975 році, Марокко окупувало північну частину; обидві держави спільно воювали проти руху опору Полісаріо. Всупереч очікуванням, армія Мавританії не змогла дати гідну відсіч повстанцям Полісаріо, особливо після того, як повстанці отримали доступ до сучасних озброєнь завдяки підтримці Алжиру і Лівії. Франція разом з колишньою колоніальною державою Іспанією підтримувала окупацію Західної Сахари та режим Моктара ульд Дадда, який був встановлений в кінці колоніальної ери в 1960 році. Мавританія і Марокко отримали нові зразки військової техніки та щедру економічну допомогу від цих двох європейських держав, що дало їм можливість зберегти свою владу на зайнятій території. Французькі радники і військові фахівці були відправлені в Мавританію для надання допомоги в навчанні мавританської армії.

## Операція «Ламантин»
В грудні 1977 року президент Жискар д'Естен віддав наказ, згідно з яким ВПС Франції були розміщені в Мавританії і почали бомбардування повстанців Полісаріо напалмом. 2 французьких громадянина були вбиті і 6 взяті в полон в ході рейду Полісаріо на місто Зуерат і шахти з видобутку заліза (найцінніший для Мавританії економічний ресурс). Літаки Французьких ВПС виконували також і розвідувальні польоти; в деяких випадках вони піддавалися атакам з великокаліберних кулеметів і зенітних гармат. Кілька SEPECAT Jaguar були збиті бійцями Полісаріо.
Режим ульд Дадда і раніше виявився не в змозі дати відсіч партизанам — його катастрофічно непродумані методи ведення війни стали головною причиною поразки Мавританії.

## Підсумок війни
У 1979 році було підписано мирну угоду з повстанцями Полісаріо. У 1984 році Мавританія офіційно визнала Сахарську Арабську Демократичну Республіку.